# Балацький Анатолій Васильович
Анатолій Васильович Балацький (нар. 15 червня 1972, Київ, УРСР) — радянський та український футболіст, півзахисник.

## Кар'єра гравця
Анатолій Балацький народився 15 червня 1972 року в Києві. Вихованець столичної ДЮСШ «Зміна». Першим професійним клубом Анатолія став столичний «СКА», який в той виступав у Другій нижчій лізі чемпіонату СРСР. Після розпаду СРСР продовжив кар'єру в київському клубі. Київські армійці 1992 року стартували в першій лізі. У чемпіонатах України Анатолій Балацький дебютував 17 березня 1992 року у виїзному поєдинку 2-го туру 1-ї підгрупи Першої ліги чемпіонату України проти черкаського «Дніпра», в якому столичні армійці поступилися з рахунком 2:3. Анатолій в тому поєдинку вийшов зі стартових хвилин, проте вже на 35-ій хвилині першого тайму його замінив Олексій Яценко. Кольори столичних армійців захищав до 1993 року, в чемпіонатах України провів 38 матчів та забив 1 м'яч. Ще 1 матч в Кубку України Анатолій зіграв у 1992 році. 1993 року захищав кольори стахановського «Шахтаря». У футболці стаханівських гірників зіграв 15 матчів, забив 2 м'ячі.
1994 року переїхав до Угорщини, де захищав кольори нижчолігового «Ньїредьгази». У футболці угорського клубу зіграв 2 матчі, після чого повернувся в Україну, й того ж, 1994 року, повернувся до України й продовжив кар'єру в тернопільській «Ниві». У футболці тернопільської «Ниви» у вищій лізі чемпіонату України зіграв 1 матч, 15 жовтня 1994 року проти «Миколаєва», вийшовши на поле на 87-й хвилині поєдинку замість Михайла Дем'янчука. Ще 2 поєдинки Анатолій провів у кубку України, проти «Явора» та «Кривбасу». Другу частину сезону 1994/95 років провів у складі сумського «Агротехсервісу», в складі якого зіграв 10 поєдинків.
У 1995 році переходить до іншої Ниви, з Вінниці, кольори якої захищає до завершення сезону 1996/97 років. У Вінниці швидко завоював місце в стартовому складі. У чемпіонатах України провів 43 матчі та відзначився 2 голами. Ще 9 матчів (1 матч) у складі «Ниви» (Вінниця) зіграв у кубку України. У складі вінницької команди став фіналістом кубку України сезону 1995/96 років. Також провів 2 матчі в єврокубках.
З 1997 по 2000 роки виступав у складі вищолігового ЦСКА (Київ) та його першолігового фарм-клубу ЦСКА-2 (Київ). За головну команду київських армійців у чемпіонаті України зіграв 42 м'ячі та відзначився 1 голом, ще 7 поєдинків за столичних армійців Анатолій зіграв у кубку України. За другу команду ЦСКА в першій лізі зіграв 38 матчів та відзначився 1 голом.
У 2000 році захищав кольори ГПЗ (смт Варва), у складі якого став срібним призером чемпіонату Чернігівської області. В чемпіонаті області зіграв 6 поєдинків, забив 2 м'ячі.
У 2002 році захищав кольори олександрійської «Поліграфтехніки». Проте основним гравцем олександрійської команди так і не став. Дебютував у футболці «Поліграфтехніки» 16 березня 2002 року в домашньому поєдинку 14-го туру вищої ліги чемпіонату України проти харківського «Металіста», в якому господарі здобули перемогу з рахунком 2:0. Анатолій в тому поєдинку вийшов на поле на 88-ій хвилині матчу, замінивши Юрія Данченка. Загалом Балацький у футболці олександрійської команди відіграв 7 поєдинків проти таких команд: «Металіст», «Закарпаття», Металург (в усіх випадках на декілька останніх хвилин поєдинку), Ворскла, Таврія (в обох матчах відіграв усі 90 хвилин), Карпати (зіграв лише 1 хвилину) та Дніпро (зіграв 56 хвилин).
У 2002 році переїхав до Вірменії, де захищав кольори нижчолігового «Пюніка-3» (Єреван), у футболці якого зіграв 1 поєдинок та забив 1 м'яч. В 2003 році повернувся до «Олександрії», але за олександрійську команду після свого повернення так і не зіграв жодного поєдинку.
2004 року виступає в друголіговій «Освіта» (Бородянка), у складі якої в чемпіонаті України зіграв 14 матчів та відзначився 1 голом. Ще 1 матч того сезону за освітян зіграв у кубку України.
У 2005 році переїздить до В'єтнаму, де захищає кольори місцевого «Ангьянг» (Лонгсьюен).
Завершує кар'єру футболіста Анатолій Васильович в Україні у 2008 році. Так, другу частину сезону 2007/08 років він проводить в складі білоцерківської «Росі» (13 поєдинків). Першу ж частину сезону 2008/09 років захищає кольори столичного ЦСКА. За київських армійців у другій лізі того сезону він зіграв 11 поєдинків, а також 1 матч у кубку України.

## Досягнення

### Професійний рівень
- Кубок України
  -  Фіналіст (1): 1995/96

### Аматорський рівень
- Чемпіонату Чернігівської області
  -  Срібний призер (1): 2000